# Ctenochromis polli
Ctenochromis polli is een straalvinnige vissensoort uit de familie van de cichliden (Cichlidae). De wetenschappelijke naam van de soort is voor het eerst geldig gepubliceerd in 1964 door Thys van den Audenaerde. De soortnaam is een eerbetoon aan Max Poll.